# Carbonato básico de zinco
Carbonato básico de zinco ou carbonato de zinco básico é um produto químico de larga aplicação industrial, de fórmula molecular 2ZnCO3.3Zn(OH)2.H2O (embora algumas vezes descrito como ZnCO3.2Zn(OH)2.H2O), de peso molecular 342.23. Apresentando-se comercialmente como um pó amorfo branco, inodoro e descrito como sem sabor. Possui número CAS 3486-35-9.
Por sua fórmula molecular pecebe-se que sua nomenclatura é, embora comercialmente usual, errônea, pois não trata-se de um carbonato básico propriamente dito, e sim da associação do carbonato de zinco com o hidróxido de zinco.

## Aplicações
Possui a aplicação de dessulfurizador (remoção de compostos de enxofre) na perfuração de poços de petróleo, sendo adicionado às lamas de perfuração. Reage com o sulfeto de hidrogênio (H2S, gás tóxico, resultando no estável e precipitado sulfeto de zinco, ZnS, propiciando segurança aos operadores da perfuração e o meio ambiente.
Nesta aplicação é utilizado na concentração de 0,1 libra/barril (unidades típicas do setor petrolífero) para concetrações de 50 mg/L de sulfeto.
Também é usado na indústria de borracha e elastômeros para a produção de borracha e derivados transparentes.

## Corrosão
No processo de laminação, o brilho que o zinco, quando exposto ao meio ambiente, tende a um tom acinzentado. Este aspeto é resultante da formação de uma película de carbonato básico de zinco na superfície deste metal.

## Segurança
Irritante para os olhos e pele, significativamente tóxico por ingestão.